# Daley Blind
Daley Blind (Amszterdam, 1990. március 9. –) holland válogatott labdarúgó, a spanyol Girona játékosa. Hátvédként is bevethető. A korábbi holland válogatott Danny Blind fia.

## Pályafutása

### Ajax
Daley Blind 1990-ben született Hollandia fővárosában, Amszterdamban és 8 évesen került a leghíresebb holland klubcsapat, az AFC Ajax akadémiájára. Ebben a csapatban játszott korábban édesapja, Danny is profiként. Jó teljesítményének és gyors fejlődésének is köszönhetően 2007-ben a Jong Ajax csapatkapitányává választották meg. A 2008–09-es szezonban vitték fel az első csapat keretéhez. Első profi szerződését 17 évesen, 2010. július 1-ig írta alá.
2008. december 7-én debütált az Ajax felnőttjei között az FC Volendam elleni idegenbeli mérkőzésen. 2008. december 19-én hosszabbítottak a felek 2013. június 30-ig.
2010. január 5-én, a téli átigazolási időszakban kölcsönbe került az FC Groningenhez a 2009–10-es idény hátralévő részére. Itt főleg a jobb hátvéd pozíciójában szerepelt. Az Ajax majdnem eladta végleg a Groningennek 1,5 millió euróért, azonban az átigazolás végül nem valósult meg.
A 2010–11-es bajnokságra visszatért és tagja volt az Ajax történetének 30. bajnoki címét megszerző alakulatnak a 2011–12-es kiírásban. Többször is gyengén teljesített és a klub szurkolói gyakran éles kritikát fogalmaztak meg felé, amikor meg éppen pályán volt kifütyülték. Az újonnan kinevezett vezetőedző, Frank de Boer irányítása alatt egyre több játékidőt kapott, így a 2012–13-as évadban már az első számú balhátvéd lett, állandó kezdőként. 
2013. április 23-án Marc Overmars bejelentette, hogy az Ajax és a Blind megállapodott kontraktusának további három évre való meghosszabbításáról, amely 2016 nyaráig köti őt a klubhoz. Május 5-én a Willem II 5–0-s legyőzésével az egyesület 32. Eredivise-sikerét aratta, Blindet pedig az Ajax Év játékosának választották. 
A 2013–14-es szezonban De Boer újra védekező középpályásként kezdte játszatni, majd Az év holland labdarúgójának választották meg, az Ajax pedig sorozatban negyedik bajnoki címét is elhódította.

### Manchester United

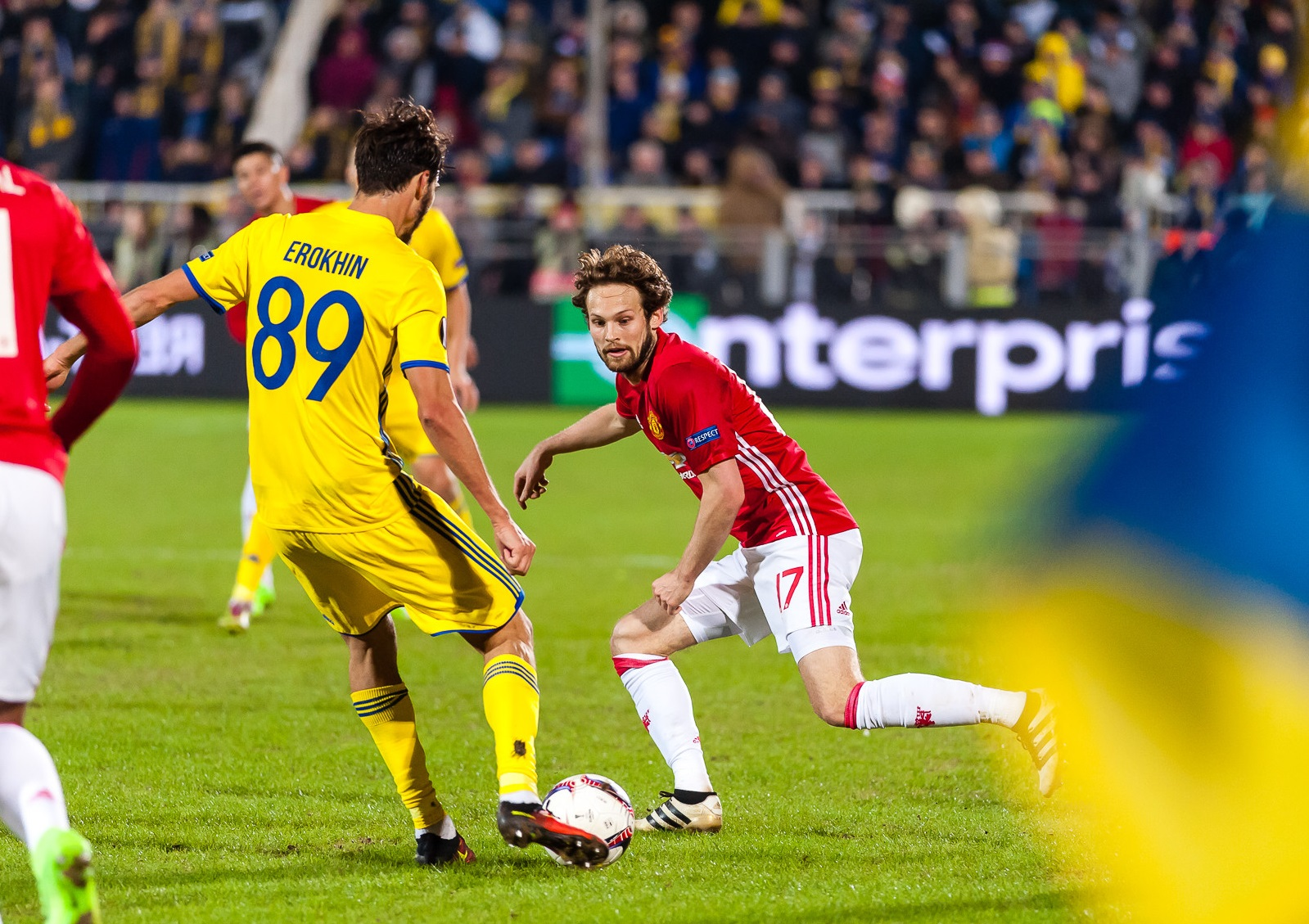
Blind a Manchester United mezében (a háttérben) 2017-ben.

2014. augusztus 30-án az angol Manchester United megállapodott Blind átigazolásáról, a hivatalos transzfer 2014. szeptember 1-jén történt meg, 13,8 millió angol fontos díj ellenében. Szerződtetése után 13 nappal debütált, a teljes 90 percet végigjátszotta a 4–0-s sikerben, hazai pályán a Queens Park Rangers (QPR) ellen. Első gólját október 20-án lőtte a klub színeiben, és így 2–2-es döntetlent értek a West Bromwich Albion (WBA) ellen.
November 16-án Blind térdszalagsérülést szenvedett a 2016-os Európa-bajnokság, Lettország elleni selejtezőjén, ami miatt 2014 hátralévő részében nem léphetett pályára. 2015. január 11-én tért vissza a Southampton ellen 1–0-ra elveszített találkozón.
A 2015–16-os kiírásban a védekező középpályás vagy balhátvéd poszt után, középhátvédként kezdte az új szezont, amely helyen végig játszott. 2015. szeptember 12-én megszerezte első gólját az évben a Liverpool ellen 3–1-re megnyert rangadón, ahol "A meccs legjobbjának" is választották.
A Premier League 2016–17-es szezonját első számú középhátvédként kezdte Chris Smalling mellett, azonban Phil Jones és Marcos Rojo érkezése után a kispadra szorult, majd főleg balhátvédként kezdett újra szerepelni. Szezonbeli első gólját a Sunderland ellen szerezte karácsonykor. 2017. május 24-én az Európa-liga döntőjében korábbi csapata, az Ajax ellen kezdett, amely ellen a United 2–0-ra nyert, megszerezve a trófeát.

### Visszatérés az Ajaxhoz
2018. július 17-én a Manchester United és az Ajax is közölte, hogy megállapodtak abban, hogy Blind visszatér Hollandiába egy négy évre szóló szerződéssel és 16 millió eurós díjjal a különböző bónuszokkal együtt. 2018. december 16-án, középhátvédként megszerezte pályafutása első mesterhármasát a De Graafschap ellen hazai pályán 8–0-ra megnyert bajnokin.
2019. december 21-én kiderült, hogy Blindnél szívizomgyulladást diagnosztizáltak és beültethető szív-defibrillátorral látták el.
2020 augusztusában váratlanul összeesett egy Herta BSC elleni barátságos/felkészülési meccsen és több orvosi vizsgálaton kellett átesnie. 2022. december 27-én közösen szerződést bontották, így Blind szabadon igazolhatóként távozott.

### Bayern München
2023. január 5-én a német rekordbajnok Bayern München igazolta le a 2022–23-as idény végéig.

### Girona
2023. július 7-én két évre írt alá a Girona csapatához.

### A válogatottban
Blind többször holland utánpótlás-válogatott, már az U15-ös csapatban is szerepelt. 2007-ben meghívót kapott az U17-es Európa-bajnokságra. Miután a nyitómeccset eltiltás miatt kihagyta, a második meccsen, Izland ellen bokasérülést szenvedett, amely miatt nem léphetett pályára többet a tornán. Nevezték a 2011-es U21-es Európa-bajnoki selejtezőkre, viszont végig csak csereként volt ott. 
2013. február 6-án debütált a holland felnőtt válogatottban kezdőként a balhátvéd poszton, egy Olaszország elleni barátságos találkozón. A meccs 1–1-es döntetlennel végződött, melyen a teljes 90 percet végigjátszotta.
2014 júniusában beválasztották a 2014-es világbajnokságra utazó főkeretbe. Első gólját nemzeti színekben a Brazília elleni 3–0-s győzelemben szerezte meg.
Bekerült és szerepelt a 2020-as Európa-bajnokságon, valamint a 2022-es katari világbajnokságon is. Nyolc év után első találatát jegyezte az utóbbi eseményen az Amerikai Egyesült Államok ellen a nyolcaddöntőjében.

## Statisztika

### Klubcsapatokban
| Klub teljesítmény | Klub teljesítmény      | Klub teljesítmény   | Bajnokság | Bajnokság | Kupa  | Kupa | Ligakupa | Ligakupa | Nemzetközi | Nemzetközi | Egyéb | Egyéb | Összesen | Összesen |
| Szezon            | Klub                   | Bajnokság           | Mérk.     | Gól       | Mérk. | Gól  | Mérk.    | Gól      | Mérk.      | Gól        | Mérk. | Gól   | Mérk.    | Gól      |
| Hollandia         | Hollandia              | Hollandia           | Bajnokság | Bajnokság | Kupa  | Kupa | Ligakupa | Ligakupa | Európa     | Európa     | Egyéb | Egyéb | Összesen | Összesen |
| ----------------- | ---------------------- | ------------------- | --------- | --------- | ----- | ---- | -------- | -------- | ---------- | ---------- | ----- | ----- | -------- | -------- |
| 2008–09           | Ajax                   | Eredivisie          | 5         | 0         | 0     | 0    | –        | –        | 1          | 0          | -     | -     | 6        | 0        |
| 2009–10           | Ajax                   | Eredivisie          | 0         | 0         | 0     | 0    | –        | –        | 0          | 0          | -     | -     | 0        | 0        |
| 2009–10           | FC Groningen (kölcsön) | Eredivisie          | 17        | 0         | 0     | 0    | –        | –        | -          | -          | 2     | 0     | 19       | 0        |
| 2009–10           | Jong Ajax              | Beloften Eredivisie | 0         | 0         | 1     | 0    | –        | –        | –          | –          | –     | –     | 1        | 0        |
| 2010–11           | Ajax                   | Eredivisie          | 10        | 0         | 4     | 0    | –        | –        | 4          | 0          | 0     | 0     | 18       | 0        |
| 2011–12           | Ajax                   | Eredivisie          | 21        | 0         | 1     | 0    | –        | –        | 3          | 0          | 1     | 0     | 26       | 0        |
| 2012–13           | Ajax                   | Eredivisie          | 34        | 2         | 3     | 0    | –        | –        | 8          | 0          | 1     | 0     | 46       | 2        |
| 2013–14           | Ajax                   | Eredivisie          | 29        | 1         | 6     | 0    | –        | –        | 8          | 0          | 1     | 0     | 44       | 1        |
| Összesen          | Hollandia              | Hollandia           | 116       | 3         | 15    | 0    | –        | –        | 24         | 0          | 5     | 0     | 160      | 3        |
| 2014–15           | Manchester United      | Premier League      | 25        | 2         | 4     | 0    | 0        | 0        | –          | –          |       |       | 29       | 2        |
| 2015–16           | Manchester United      | Premier League      | 35        | 1         | 7     | 1    | 2        | 0        | 12         | 0          |       |       | 56       | 2        |
| 2016–17           | Manchester United      | Premier League      | 23        | 1         | 1     | 0    | 3        | 0        | 11         | 0          | 1[a]  | 0     | 39       | 1        |
| 2017–18           | Manchester United      | Premier League      | 7         | 0         | 1     | 0    | 3        | 0        | 6          | 1          | 0     | 0     | 17       | 1        |
| Összesen          | Anglia                 | Anglia              | 90        | 4         | 13    | 1    | 8        | 0        | 29         | 1          | 1     | 0     | 141      | 6        |
| 2018–19           | Ajax                   | Eredivisie          | 34        | 5         | 5     | 1    | –        | –        | 18         | 0          | –     | –     | 57       | 6        |
| 2019–20           | Ajax                   | Eredivisie          | 20        | 0         | 2     | 0    | –        | –        | 11         | 0          | 1[b]  | 1     | 34       | 1        |
| 2020–21           | Ajax                   | Eredivisie          | 23        | 1         | 3     | 0    | –        | –        | 8          | 0          | –     | –     | 34       | 1        |
| 2021–22           | Ajax                   | Eredivisie          | 34        | 1         | 3     | 0    | –        | –        | 8          | 1          | 1[b]  | 0     | 46       | 2        |
| 2022–23           | Ajax                   | Eredivisie          | 13        | 0         | 0     | 0    | –        | –        | 5          | 0          | 1[b]  | 0     | 19       | 0        |
| Összesen          | Hollandia              | Hollandia           | 124       | 7         | 13    | 1    | –        | –        | 50         | 1          | 3     | 1     | 190      | 10       |
| Karrier összesen  | Karrier összesen       | Karrier összesen    | 334       | 14        | 41    | 2    | 8        | 0        | 103        | 2          | 9     | 1     | 495      | 19       |

- ↑ a:  Angol labdarúgó-szuperkupa szereplés
- ↑ b:  Holland labdarúgó-szuperkupa szereplés

### A válogatottban
2023. március 27-én frissítve.
| Nemzeti csapat | Év       | Mérkőzés | Gól |
| -------------- | -------- | -------- | --- |
| Hollandia      | 2013     | 8        | 0   |
| Hollandia      | 2014     | 17       | 2   |
| Hollandia      | 2015     | 9        | 0   |
| Hollandia      | 2016     | 8        | 0   |
| Hollandia      | 2017     | 10       | 0   |
| Hollandia      | 2018     | 8        | 0   |
| Hollandia      | 2019     | 9        | 0   |
| Hollandia      | 2020     | 5        | 0   |
| Hollandia      | 2021     | 14       | 0   |
| Hollandia      | 2022     | 11       | 1   |
| Hollandia      | 2023     | 2        | 0   |
| Összesen       | Összesen | 101      | 3   |

## Sikerei, díjai

### Klubcsapatokban
Ajax
- Holland bajnok (5): 2010–11, 2011–12, 2012–13, 2013–14, 2018–19, 2020–21, 2021–22
- Holland kupa (2): 2018–19. 2020–21
- Holland szuperkupagyőztes (2): 2013, 2019

Manchester United
- FA kupa (1): 2016
- Szuperkupa (1): 2016
- Ligakupa (1): 2016–17
- Európa-liga: 2016–17[52]

Bayern München
- Német bajnok (1): 2022–23

## Fordítás
Ez a szócikk részben vagy egészben  a   Daley Blind című angol Wikipédia-szócikk fordításán alapul.  Az eredeti cikk szerkesztőit annak laptörténete sorolja fel. Ez a jelzés csupán a megfogalmazás eredetét és a szerzői jogokat jelzi, nem szolgál a cikkben szereplő információk forrásmegjelöléseként.